# Kvalifikace na Mistrovství Evropy ve fotbale 2004 – skupina 5
Zápasy této kvalifikační skupiny na Mistrovství Evropy ve fotbale 2004 se konaly v letech 2002 a 2003. Z pěti účastníků si postup na závěrečný turnaj zajistil vítěz skupiny. Druhý tým skupiny hrál baráž.

## Tabulka
| Tým             | Z | V | R | P | VG | IG | B  |
| --------------- | - | - | - | - | -- | -- | -- |
| Německo         | 8 | 5 | 3 | 0 | 13 | 4  | 18 |
| Skotsko         | 8 | 4 | 2 | 2 | 12 | 8  | 14 |
| Island          | 8 | 4 | 1 | 3 | 11 | 9  | 13 |
| Litva           | 8 | 3 | 1 | 4 | 7  | 11 | 10 |
| Faerské ostrovy | 8 | 0 | 1 | 7 | 7  | 18 | 1  |

## Zápasy
| 7. září 2002 |       |                                    |                                                                                    |
| Litva        | 0 – 2 | Německo                            | S. Darius and S. Girėnas Stadium, Kaunas diváci: 8,500 rozhodčí: Graham Poll (ENG) |
|              |       | Ballack 27' Stankevičius 59' (vl.) | S. Darius and S. Girėnas Stadium, Kaunas diváci: 8,500 rozhodčí: Graham Poll (ENG) |

| 7. září 2002     |       |                          |                                                                |
| Faerské ostrovy  | 2 – 2 | Skotsko                  | Svangaskarð, Toftir diváci: 4,000 rozhodčí: Jacek Granat (POL) |
| Petersen 7', 13' |       | Lambert 62' Ferguson 83' | Svangaskarð, Toftir diváci: 4,000 rozhodčí: Jacek Granat (POL) |

| 12. října 2002                    |       |                 |                                                                                      |
| Litva                             | 2 – 0 | Faerské ostrovy | S. Darius and S. Girėnas Stadium, Kaunas diváci: 1,500 rozhodčí: Dejan Delević (SCG) |
| Ražanauskas 23' (pen.) Poškus 37' |       |                 | S. Darius and S. Girėnas Stadium, Kaunas diváci: 1,500 rozhodčí: Dejan Delević (SCG) |

| 12. října 2002 |       |                        |                                                                      |
| Island         | 0 – 2 | Skotsko                | Laugardalsvöllur, Reykjavík diváci: 7,056 rozhodčí: Alain Sars (FRA) |
|                |       | Dailly 6' Naysmith 63' | Laugardalsvöllur, Reykjavík diváci: 7,056 rozhodčí: Alain Sars (FRA) |

| 16. října 2002                   |       |       |                                                                             |
| Island                           | 3 – 0 | Litva | Laugardalsvöllur, Reykjavík diváci: 3,513 rozhodčí: Grzegorz Gilewski (POL) |
| Helguson 50' Guðjohnsen 61', 74' |       |       | Laugardalsvöllur, Reykjavík diváci: 3,513 rozhodčí: Grzegorz Gilewski (POL) |

| 16. října 2002              |       |                     |                                                              |
| Německo                     | 2 – 1 | Faerské ostrovy     | AWD-Arena, Hanover diváci: 36,628 rozhodčí: Dani Koren (ISR) |
| Ballack 2' (pen.) Klose 59' |       | Friedrich 45' (vl.) | AWD-Arena, Hanover diváci: 36,628 rozhodčí: Dani Koren (ISR) |

| 29. března 2003       |       |                |                                                                   |
| Skotsko               | 2 – 1 | Island         | Hampden Park, Glasgow diváci: 37,938 rozhodčí: René Temmink (NED) |
| Miller 12' Wilkie 71' |       | Guðjohnsen 49' | Hampden Park, Glasgow diváci: 37,938 rozhodčí: René Temmink (NED) |

| 29. března 2003 |       |                 |                                                                                      |
| Německo         | 1 – 1 | Litva           | Frankenstadion, Norimberk diváci: 40,754 rozhodčí: Victor José Esquinas Torres (ESP) |
| Ramelow 7'      |       | Ražanauskas 72' | Frankenstadion, Norimberk diváci: 40,754 rozhodčí: Victor José Esquinas Torres (ESP) |

| 2. dubna 2003          |       |         |                                                                                       |
| Litva                  | 1 – 0 | Skotsko | S. Darius and S. Girėnas Stadium, Kaunas diváci: 8,500 rozhodčí: Fritz Stuchlik (AUT) |
| Ražanauskas 74' (pen.) |       |         | S. Darius and S. Girėnas Stadium, Kaunas diváci: 8,500 rozhodčí: Fritz Stuchlik (AUT) |

| 7. června 2003 |       |           |                                                                       |
| Skotsko        | 1 – 1 | Německo   | Hampden Park, Glasgow diváci: 48,047 rozhodčí: Domenico Messina (ITA) |
| Miller 69'     |       | Bobic 22' | Hampden Park, Glasgow diváci: 48,047 rozhodčí: Domenico Messina (ITA) |

| 7. června 2003                 |       |                 |                                                                         |
| Island                         | 2 – 1 | Faerské ostrovy | Laugardalsvöllur, Reykjavík diváci: 6,038 rozhodčí: Miroslav Liba (CZE) |
| Sigurðsson 51' Guðmundsson 90' |       | Jacobsen 63'    | Laugardalsvöllur, Reykjavík diváci: 6,038 rozhodčí: Miroslav Liba (CZE) |

| 11. června 2003 |       |                                               |                                                                                        |
| Litva           | 0 – 3 | Island                                        | S. Darius and S. Girėnas Stadium, Kaunas diváci: 8,000 rozhodčí: Sorin Corpodean (ROU) |
|                 |       | Guðjónsson 60' Guðjohnsen 71' Hreiðarsson 90' | S. Darius and S. Girėnas Stadium, Kaunas diváci: 8,000 rozhodčí: Sorin Corpodean (ROU) |

| 11. června 2003 |       |                     |                                                                 |
| Faerské ostrovy | 0 – 2 | Německo             | Tórsvøllur, Tórshavn diváci: 6,500 rozhodčí: Jan Wegereef (NED) |
|                 |       | Klose 89' Bobic 90' | Tórsvøllur, Tórshavn diváci: 6,500 rozhodčí: Jan Wegereef (NED) |

| 20. srpna 2003  |       |                               |                                                                               |
| Faerské ostrovy | 1 – 2 | Island                        | Tórsvøllur, Tórshavn diváci: 5,000 rozhodčí: Eduardo Iturralde González (ESP) |
| Jacobsen 65'    |       | Guðjohnsen 6' Marteinsson 70' | Tórsvøllur, Tórshavn diváci: 5,000 rozhodčí: Eduardo Iturralde González (ESP) |

| 6. září 2003                      |       |                     |                                                                    |
| Skotsko                           | 3 – 1 | Faerské ostrovy     | Hampden Park, Glasgow diváci: 40,901 rozhodčí: Darko Ceferin (SVN) |
| McCann 8' Dickov 45' McFadden 73' |       | Julian Johnsson 35' | Hampden Park, Glasgow diváci: 40,901 rozhodčí: Darko Ceferin (SVN) |

| 6. září 2003 |       |         |                                                                         |
| Island       | 0 – 0 | Německo | Laugardalsvöllur, Reykjavík diváci: 7,000 rozhodčí: Graham Barber (ENG) |
|              |       |         | Laugardalsvöllur, Reykjavík diváci: 7,000 rozhodčí: Graham Barber (ENG) |

| 10. září 2003                |       |            |                                                                        |
| Německo                      | 2 – 1 | Skotsko    | Westfalenstadion, Dortmund diváci: 67,000 rozhodčí: Anders Frisk (SWE) |
| Bobic 26' Ballack 50' (pen.) |       | McCann 60' | Westfalenstadion, Dortmund diváci: 67,000 rozhodčí: Anders Frisk (SWE) |

| 10. září 2003   |       |                                  |                                                                 |
| Faerské ostrovy | 1 – 3 | Litva                            | Svangaskarð, Toftir diváci: 2,175 rozhodčí: Edo Trivkovic (CRO) |
| Olsen 42'       |       | Morinas 22', 57' Vencevicius 88' | Svangaskarð, Toftir diváci: 2,175 rozhodčí: Edo Trivkovic (CRO) |

| 11. října 2003 |       |       |                                                                     |
| Skotsko        | 1 – 0 | Litva | Hampden Park, Glasgow diváci: 50,343 rozhodčí: Claude Colombo (FRA) |
| Fletcher 70'   |       |       | Hampden Park, Glasgow diváci: 50,343 rozhodčí: Claude Colombo (FRA) |

| 11. října 2003                   |       |        |                                                                   |
| Německo                          | 3 – 0 | Island | AOL Arena, Hamburk diváci: 50,780 rozhodčí: Valentin Ivanov (RUS) |
| Ballack 9' Bobic 59' Kuranyi 79' |       |        | AOL Arena, Hamburk diváci: 50,780 rozhodčí: Valentin Ivanov (RUS) |